# 橋本昌和

橋本 昌和（はしもと まさかず、1975年 - ）は、日本の男性アニメーション演出家、アニメーション監督。広島県出身。

## 来歴・人物
『トムとジェリー』やチャールズ・チャップリン監督作品などが好きでアニメーション業界を志し、東映アニメーション研究所に入学。卒業後はProduction I.Gに入社し、制作進行を務める。ビィートレインに移籍後、『砂漠の海賊!キャプテンクッパ』の第8話「正義なしだべ!」で脚本・演出としてデビューし、2002年にフリーランスとなる。『レイトン教授と永遠の歌姫』で初監督を経験。『TARI TARI』では監督の他シリーズ構成・脚本・挿入歌作詞など多方面で活躍する。
2013年からはシンエイ動画制作の『クレヨンしんちゃん』の劇場版シリーズの監督を1年おきに任されるようになり、二回目に監督した2015年公開の『クレヨンしんちゃん オラの引越し物語 サボテン大襲撃』では1993年公開の『アクション仮面VSハイグレ魔王』の興行収入22.2億を上回り、シリーズ最高記録を更新した。
同じくアニメーション監督・演出家である増井壮一と仕事を共にする事が多いが、本人曰く「偶然」とのこと。

### 受賞歴
- 2016年 - 第25回日本映画批評家大賞 アニメーション部門監督賞（『クレヨンしんちゃん オラの引越し物語 サボテン大襲撃』）[4]

## 参加作品

### テレビアニメ
1999年
- メダロット（ - 2000年、制作進行）

2001年
- 機巧奇傳ヒヲウ戦記（制作進行）
- 砂漠の海賊!キャプテンクッパ（ - 2002年、脚本・演出）

2002年
- SAMURAI DEEPER KYO（演出）
- 藍より青し（演出）
- あたしンち（ ‐ 2009年、絵コンテ・演出）

2003年
- L/R -Licensed by Royal-（演出）
- 魔探偵ロキ RAGNAROK（演出）
- スクラップド・プリンセス（演出）
- 一騎当千（絵コンテ）
- 鋼の錬金術師（ - 2004年、絵コンテ・演出）

2004年
- 十兵衛ちゃん2 -シベリア柳生の逆襲-（演出）
- 陸奥圓明流外伝 修羅の刻（絵コンテ・演出）
- KURAU Phantom Memory（絵コンテ）

2005年
- IGPX（ - 2006年、演出）

2006年
- ケモノヅメ（演出）

2007年
- REIDEEN（絵コンテ・演出）

2009年
- 毎日かあさん（絵コンテ）
- たまごっち!（絵コンテ）

2010年
- ご姉弟物語（絵コンテ）
- クレヨンしんちゃん（ - 2025年、第701話Aパート絵コンテ、第1296話絵コンテ・演出）
- Angel Beats!（絵コンテ）
- スティッチ! 〜ずっと最高のトモダチ〜（ - 2011年、絵コンテ・演出）

2011年
- 花咲くいろは（絵コンテ・演出）

2012年
- TARI TARI（監督・シリーズ構成・脚本・挿入歌作詞・絵コンテ・演出・OPED絵コンテ・演出）

2013年
- 凪のあすから（絵コンテ）

2014年
- ソウルイーターノット!（監督・シリーズ構成・脚本・絵コンテ・OP絵コンテ・演出）

2016年
- ハルチカ 〜ハルタとチカは青春する〜（監督・脚本・絵コンテ・演出）

2017年
- サクラクエスト（絵コンテ）

2020年
- 天晴爛漫!（監督・シリーズ構成・ストーリー原案）

2021年
- 白い砂のアクアトープ（絵コンテ）

2022年
- アキバ冥途戦争（絵コンテ・演出）

### 劇場アニメ
2000年
- 人狼 JIN-ROH（制作進行）

2005年
- 劇場版 鋼の錬金術師 シャンバラを征く者（演出）

2008年
- クレヨンしんちゃん ちょー嵐を呼ぶ 金矛の勇者（絵コンテ）

2009年
- レイトン教授と永遠の歌姫（監督・絵コンテ・演出）

2011年
- クレヨンしんちゃん 嵐を呼ぶ黄金のスパイ大作戦（絵コンテ）

2013年
- クレヨンしんちゃん バカうまっ!B級グルメサバイバル!!（監督・絵コンテ・挿入歌作詞）

2015年
- クレヨンしんちゃん オラの引越し物語 サボテン大襲撃（監督・絵コンテ・挿入歌作詞）

2017年
- クレヨンしんちゃん 襲来!!宇宙人シリリ（監督・脚本・絵コンテ）

2018年
- さよならの朝に約束の花をかざろう（演出）
- クレヨンしんちゃん 爆盛!カンフーボーイズ〜拉麺大乱〜（絵コンテ）

2019年
- クレヨンしんちゃん 新婚旅行ハリケーン 〜失われたひろし〜（監督・絵コンテ）

2022年
- クレヨンしんちゃん もののけニンジャ珍風伝（監督・脚本・絵コンテ）

2024年
- クレヨンしんちゃん オラたちの恐竜日記（絵コンテ）

2025年
- クレヨンしんちゃん 超華麗!灼熱のカスカベダンサーズ（監督）

### OVA
2003年
- I'll/CKBC（演出）

2006年
- テニスの王子様OVA 全国大会篇（ - 2008年、絵コンテ・演出）

### ドラマCD
2013年
- TARI TARI ドラマCD 旅立ちの歌（脚本）